# Verdèse
Ne doit pas être confondu avec Vergèze.
Verdèse est une commune française située dans la circonscription départementale de la Haute-Corse et le territoire de la collectivité de Corse. Le village appartient à la piève d'Orezza, en Castagniccia.

## Géographie

### Situation
Verdèse est située sur le flanc oriental du Monte San Petrone, au cœur de la Castagniccia, microrégion tirant son nom de la forêt de châtaigniers qui la couvre. Elle fait partie du « territoire de vie » Castagniccia du parc naturel régional de Corse dont elle est adhérente depuis le 12 mai 1972. Avec ses 102 ha de superficie, elle occupe une infime territoire du PNRC qui en compte 362 978 ha.
Communes limitrophes

### Géologie et relief
Verdèse est une commune de moyenne montagne, sans façade littorale.
Elle se situe dans la « Corse orientale Alpine » (ou orientale) limitée au tiers nord-est de l'île, composée de terrains divers, issus d’un océan disparu appelé liguro-piémontais et de ses marges continentales, dans le prolongement de l'arête schisteuse du Cap Corse ou massif de la Serra, qui se poursuit avec le massif du San Petrone et se termine au sud de la Castagniccia.
Dans cet ensemble, elle occupe une unité allochtone (terrains fortement déplacés).
Verdèse occupe, sous forme d'un triangle, la partie orientale du flanc méridional d'une ligne de crête la séparant au nord, de celle de Polveroso, depuis une borne à 655 m d'altitude, « à cheval » sur les communes de Polveroso, Verdèse et Nocario, jusqu'au ruisseau de San Pancrazio. Le cours du ruisseau de San Pancrazio délimite au sud son territoire avec celui de Piedicroce, des altitudes 301 m à 453 m. Ce territoire représente presque la totalité de la partie septentrionale (ou rive gauche) de son bassin versant. En aval de ce point « à cheval » sur Nocario, Piedicroce et Verdèse, le ruisseau de San Pancrazio prend le nom de ruisseau de Verdèse. De là, à l'ouest, la démarcation remonte vers la borne, passant à l'est de la chapelle San Pancrazio, à l'ouest de la chapelle de San Nicolao et au nord du village.

### Hydrographie
La toute petite commune a donné son nom au ruisseau de Verdèse, nom en aval du ruisseau de Mulinaccio, long de 4,9 km, qui prend sa source à la Funtana di Peteri à 1 180 m d'altitude sous la Punta Ventosa (1 421 m) et se poursuit en ruisseau de San Pancraziu, affluent du Fium'Alto.

Le San Pancraziu a pour principal affluent le ruisseau de San Fiumento qui prend source sur la commune de Nocario sous le nom de ruisseau d'Alziccio.

### Climat et végétation
Le territoire communal est vert, occupé aux trois quarts par des forêts dans lesquelles châtaigniers et chênes verts sont majoritaires.

### Voies de communication et transports

#### Accès routiers
La D 46 est la seule route permettant d'accéder au village de Verdèse. Entre le hameau d'Erbaggio (Nocario) et Verdèse, se situe l'intersection de la D 46 avec la route D 346 conduisant à Polveroso, Croce, Ficaja, La Porta, etc., communes au nord de Verdèse.

#### Transports
La commune est éloignée de toutes infrastructures ferroviaires, portuaires et aéroportuaires. Le village est distant, par route, de :
- 39 km de la gare de Ponte-Leccia, gare la plus proche,
- 35 km de l'aéroport de Bastia Poretta,
- 92 km de l'aéroport de Calvi-Sainte-Catherine,
- 125 km de l'aéroport d'Ajaccio-Napoléon-Bonaparte,
- 52 km du port de commerce de Bastia,
- 69 km du port de commerce de L'Île-Rousse,
- 127 km du port de commerce d'Ajaccio.

## Urbanisme

### Typologie
Au 1er janvier 2024, Verdèse est catégorisée commune rurale à habitat dispersé, selon la nouvelle grille communale de densité à sept niveaux définie par l'Insee en 2022.
Elle est située hors unité urbaine. Par ailleurs la commune fait partie de l'aire d'attraction de Bastia, dont elle est une commune de la couronne,. Cette aire, qui regroupe 93 communes, est catégorisée dans les aires de 50 000 à moins de 200 000 habitants,.

### Morphologie urbaine

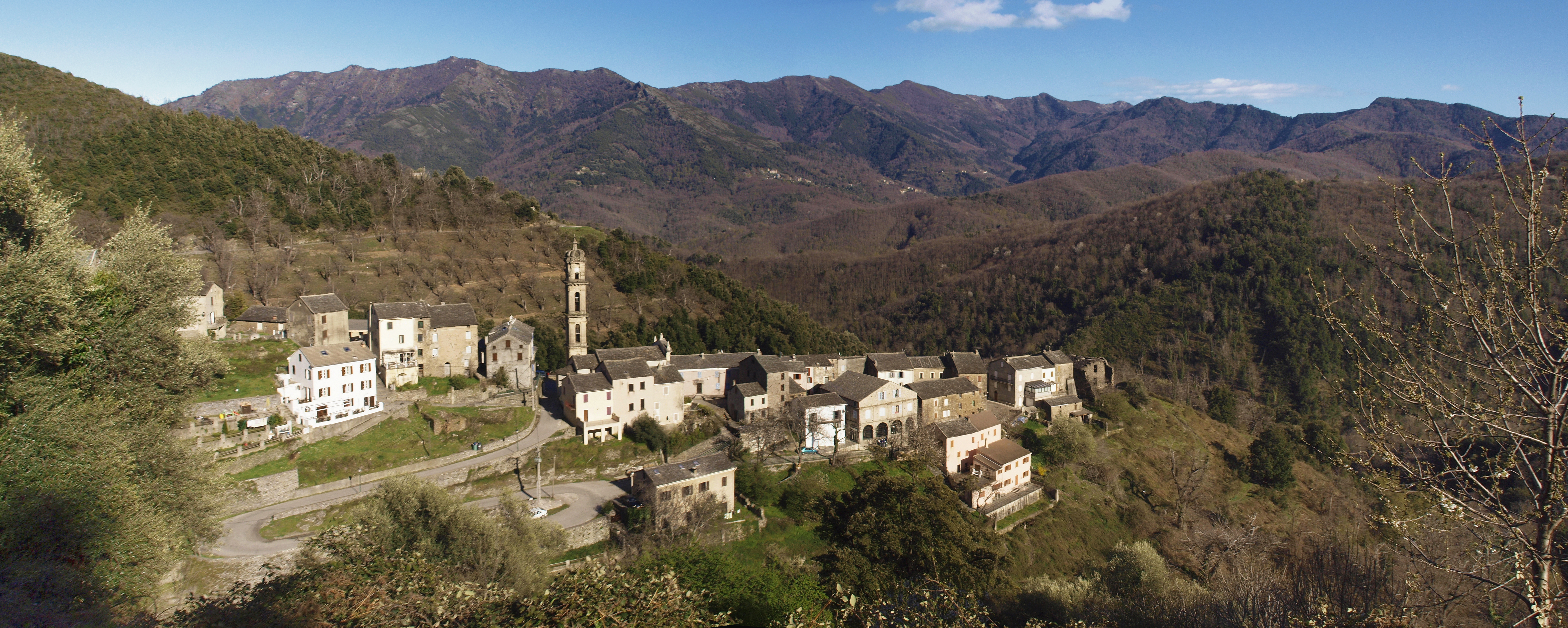
Panorama.

Comme dans toutes les communes de la microrégion, le village est accroché à flanc de montagne, perché sur des contreforts rocheux. Dominé par le très haut clocher de son église paroissiale baroque dont on dit que les habitants ont élevé en l'espace de 140 jours, le village est niché au pied du Monte San Petrone. Il est surplombé directement au nord-ouest par le village d'Erbaggio (Nocario) distant d'à peine 200 m « à vol d'oiseau », et par celui de Campana.
Verdèse est un village de caractère ; les maisons d'habitation sont construites autour de l'église paroissiale. Le bâti est ancien, constitué de vieilles maisons de pierres sèches centenaires aux toits de lauze, avec des ruelles dallées de pierres grises. Sous la mairie dont les locaux sont abrités dans un ancien presbytère restauré, les vieilles écuries transformées en salle polyvalente montrent de remarquables voûtes en pierres.
Quatre fontaines ornent le village, la plus belle possédant une pierre ronde à tourner afin d'en activer le mécanisme, una petra zuccata.

### Occupation des sols
L'occupation des sols de la commune, telle qu'elle ressort de la base de données européenne d’occupation biophysique des sols Corine Land Cover (CLC), est marquée par l'importance des forêts et milieux semi-naturels (91,8 % en 2018), une proportion identique à celle de 1990 (91,8 %). La répartition détaillée en 2018 est la suivante : 
forêts (91,8 %), zones agricoles hétérogènes (8,2 %). L'évolution de l’occupation des sols de la commune et de ses infrastructures peut être observée sur les différentes représentations cartographiques du territoire : la carte de Cassini (XVIIIe siècle), la carte d'état-major (1820-1866) et les cartes ou photos aériennes de l'IGN pour la période actuelle (1950 à aujourd'hui).

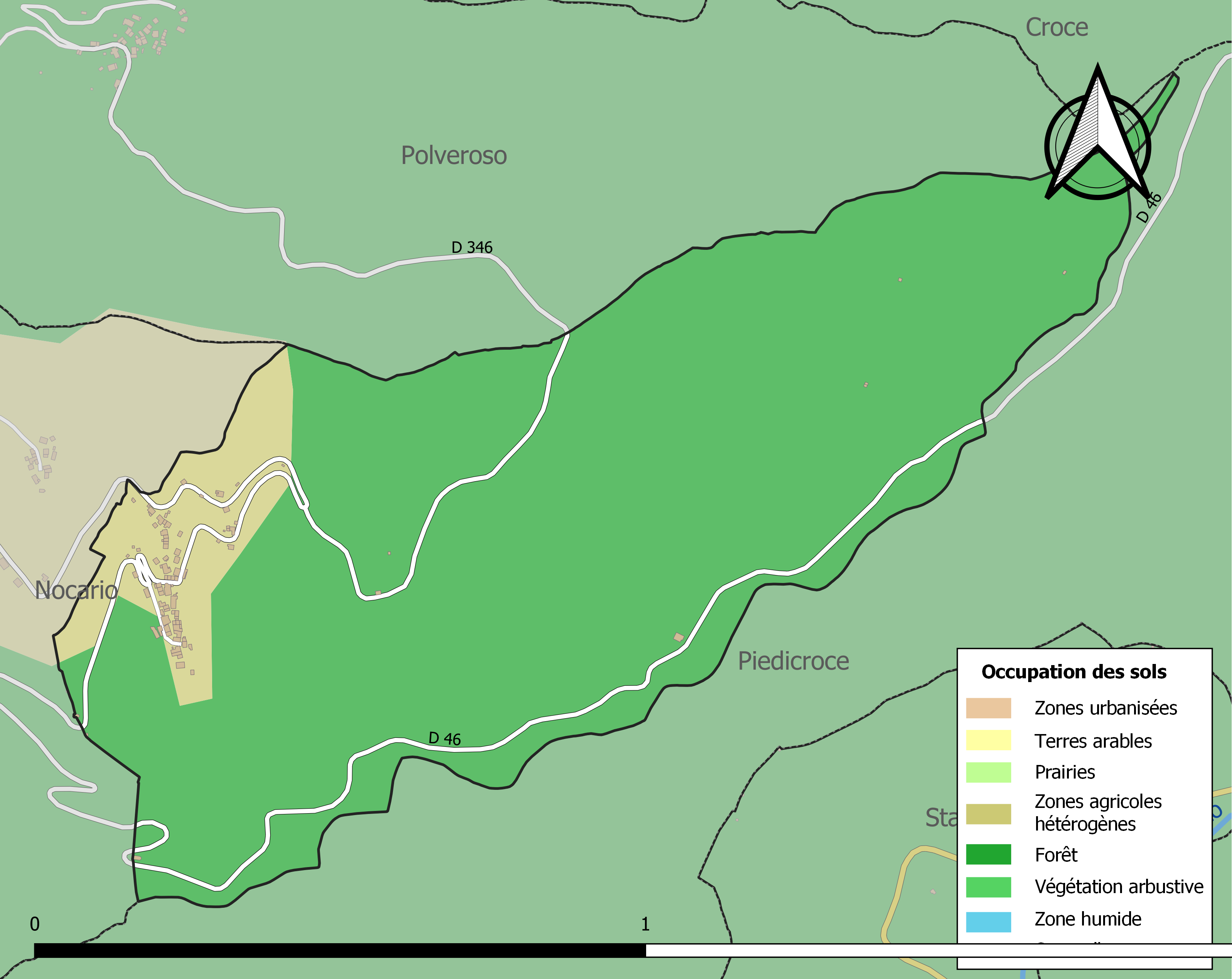
Carte des infrastructures et de l'occupation des sols de la commune en 2018 (CLC).

## Histoire

### Moyen Âge
En 1018 les marquis de Massa arrivent en Corse, se rendent maîtres de tout le territoire et soumettent à leur autorité les Amondaschi, les Pinaschi, les Cortinchi et enfin l'île tout entière.
Aux XIIIe et XIVe siècles, le « Deçà des Monts », pays dans lequel la communauté se trouvait, était alors dominé par le château de Petralerata, la toute puissante famille Cortinco, l'une des plus grandes seigneuries de l'île. Le fief comptait une douzaine de castra et couvrait toute la Castagniccia et même quelques pièves situées au-delà du Tavignano.
À la mort de Guglielmo Cortinco, les fils étaient maîtres de tous les pays qu'avait possédés leur père. Trois familles cependant, qui avaient grandi dans la piève d'Orezza, à Piè della Croce, Piè d'Albertino et Castello, ne leur rendaient plus qu'une obéissance précaire.
En 1289, les Cortinchi prêteront le serment de fidélité à Luchetto d'Oria envoyé sur l'île par la république de Gênes avec le titre de vicaire général.
En 1347, la Corse devient génoise.
Verdèse faisait partie de la pieve d'Orezza que Mgr Agostino Giustiniani, évêque de Nebbio, durant les neuf années de son second séjour dans son diocèse (1522-1531), décrivait ainsi :

« Puis vient la piève d'Orezza qui est très étendue et ne contient, pas moins de mille feux répartis en cinquante-huit villages dont les plus connus sont la Campana et Piè d'Albertino, parce que c'est là qu'habitent les chefs de parti de la piève. Il y a aussi à Orezza un couvent de Frères Mineurs. Ce pays est couvert de châtaigniers. Il n'y a pas longtemps que les habitants ont commencé à les greffer pour en améliorer les fruits, ce qui ne se pratique nulle part ailleurs dans l'île. C'est même une nécessité pour eux, car ils ne vivent guère que du produit de leurs châtaigniers. Les hommes de cette piève sont industrieux ; ils s'occupent à vendre des étoffes de laine, de lin, des chaussures, et à faire quelques autres petits négoces de ce genre. Il y a aussi parmi eux de bons soldats, comme dans les autres pays de l'île. »

— Mgr Agostino Giustiniani in Description de la Corse, traduction de Lucien Auguste Letteron in Histoire de la Corse – Tome I - 1888. p. 39

### Temps modernes
Vers 1520 existait la pieve d'Orezza qui comptait environ 5 000 habitants. Elle avait pour lieux habités : la Campana, la Ponticagia, lo Fossato, le Bulianache, le Celle, lo Poggiolo, Nocario, Acqua Fredola, lo Zuccarello, l’Erbagio, lo Petricagio, le Verallese, Campo Rotundo, Campo Donico, Siliura, lo Pigiale, lo Pè di Oreza, Pozolo, la Casalta, Piano, lo Pèdelaciore, la Fontana, le Duchelagie, lo Satoio, Patrimonio, Pastorechia, Stazone, le Piazole, le Ghilardagie, le Francolachie, lo Pastino, Osto, le Pichiaragie, Casabuona, Marmurio, lo Pogile, Casinegri, lo Gallico, la Casanova, la Penra buona, la Parata, lo Pogio, lo Pè di Petro, Tramica, le Pogie, Rapagio, Granagiolle, l’Olmo, Carpineto, Posatoio, Brosteco, lo Colle, Carcheto, lo Sorbello, lo Castello, lo Pè di Albertino, le Maistragie. Verdese n'était pas signalé.

Au début du XVIIIe siècle la pieve d'Orezza comptait 3 826 habitants répartis dans 58 villages. 

« Frà questi i principali sono Tramica, Piazale, Piè della Croce, Rapagio, Grana, Erbaggio, Parata, Querrino, Pastorechia, Fontana, Bustico, Colle, Carpineto, Verdese, Fossetto, Piè d’Opartino, Nocaria, Campodenico, Stazzona, Piè d’Orezza, Carcheto, Castello, Sorbello, Campana, e Casanova »

— Francesco Maria Accinelli in L’histoire de la Corse vue par un Génois du XVIIIe siècle - Transcription d’un manuscrit de Gênes - ADECEC Cervioni et l’Association FRANCISCORSA Bastia 1974
.
Poursuivant, Accinelli recense la population de Verdese avec celle de Fossato à 222 habitants.
- 1768 - L'île passe sous administration militaire française.
- 1789 - La Corse fait partie du royaume de France.
- 1790 - L'île devient le département de Corse.
- 1793 - (An II) Verdese se trouve dans l'ex pieve d'Orezza devenu le canton d'Orezza, dans le district de Corte, dans le département d'El Golo (l'actuelle Haute-Corse).
- 1801 - Toujours dans le canton d'Orezza, la commune qui prend le nom de Verdèse, passe dans l'arrondissement de Corte.
- 1811 - Les deux départements de l'île sont fusionnés pour le seul département de Corse.
- 1828 - Verdèse passe dans le canton de Piedicroce.

### Époque contemporaine
- 1954 - Verdese qui comptait 113 habitants, faisait toujours partie du canton de Piedicroce, avec les communes de Brustico, Campana, Carcheto, Carpineto, Monacia-d'Orezza, Nocario, Parata, Piazzole, Piedicroce, Piedipartino, Pie-d'Orezza, Rapaggio, Stazzona et Valle-d'Orezza[13].
- 1973 - Verdèse bascule dans le nouveau canton d'Orezza-Alesani créé avec la fusion imposée des anciens cantons de Piedicroce et Valle d’Alisgiani. -Chef-lieu Piedicroce.

## Politique et administration

### Liste des maires
| Période                                  | Période  | Identité              | Étiquette | Qualité                    |
| ---------------------------------------- | -------- | --------------------- | --------- | -------------------------- |
| mars 2001                                | 2008     | Antoine Quilghini     | DVD       |                            |
| mars 2008                                | 2014     | Pascal Poletti        |           |                            |
| mars 2014                                | 2020     | Francis Pomponi       |           | Retraité de l'enseignement |
| 2020                                     | En cours | Joseph Antoine Mattei |           |                            |
| Les données manquantes sont à compléter. |          |                       |           |                            |

## Population et société

### Démographie
L'évolution du nombre d'habitants est connue à travers les recensements de la population effectués dans la commune depuis 1800. Pour les communes de moins de 10 000 habitants, une enquête de recensement portant sur toute la population est réalisée tous les cinq ans, les populations de référence des années intermédiaires étant quant à elles estimées par interpolation ou extrapolation. Pour la commune, le premier recensement exhaustif entrant dans le cadre du nouveau dispositif a été réalisé en 2004.

En 2022, la commune comptait 43 habitants, en évolution de +22,86 % par rapport à 2016 (Haute-Corse : +5,15 %, France hors Mayotte : +2,11 %).
| 1800 | 1806 | 1821 | 1831 | 1836 | 1841 | 1846 | 1851 | 1856 |
| ---- | ---- | ---- | ---- | ---- | ---- | ---- | ---- | ---- |
| 300  | 335  | 297  | 299  | 525  | 305  | 311  | 319  | 355  |

| 1861 | 1866 | 1872 | 1876 | 1881 | 1886 | 1891 | 1896 | 1901 |
| ---- | ---- | ---- | ---- | ---- | ---- | ---- | ---- | ---- |
| 322  | 332  | 323  | 317  | 295  | 300  | 283  | 241  | 231  |

| 1906 | 1911 | 1921 | 1926 | 2004 | 2006 | 2009 | 2014 | 2019 |
| ---- | ---- | ---- | ---- | ---- | ---- | ---- | ---- | ---- |
| 224  | 209  | 165  | 164  | 26   | 26   | 36   | 36   | 42   |

| 2022 | - | - | - | - | - | - | - | - |
| ---- | - | - | - | - | - | - | - | - |
| 43   | - | - | - | - | - | - | - | - |

### Enseignement
Il n'y a pas d'école à Verdèse. L'école primaire publique la plus proche se trouve à Piedicroce, village distant de 8 km.

### Santé
Point de médecin à Verdèse. Le plus proche cabinet se situe à Folleli, distant de 20 km ; ceux de Ponte-Leccia se trouvent à 29 km.

### Cultes
Il n'existe qu'un seul lieu de culte à Verdèse. L'église paroissiale San Sebastianu relève du diocèse d'Ajaccio.

## Culture locale et patrimoine

### Lieux et monuments

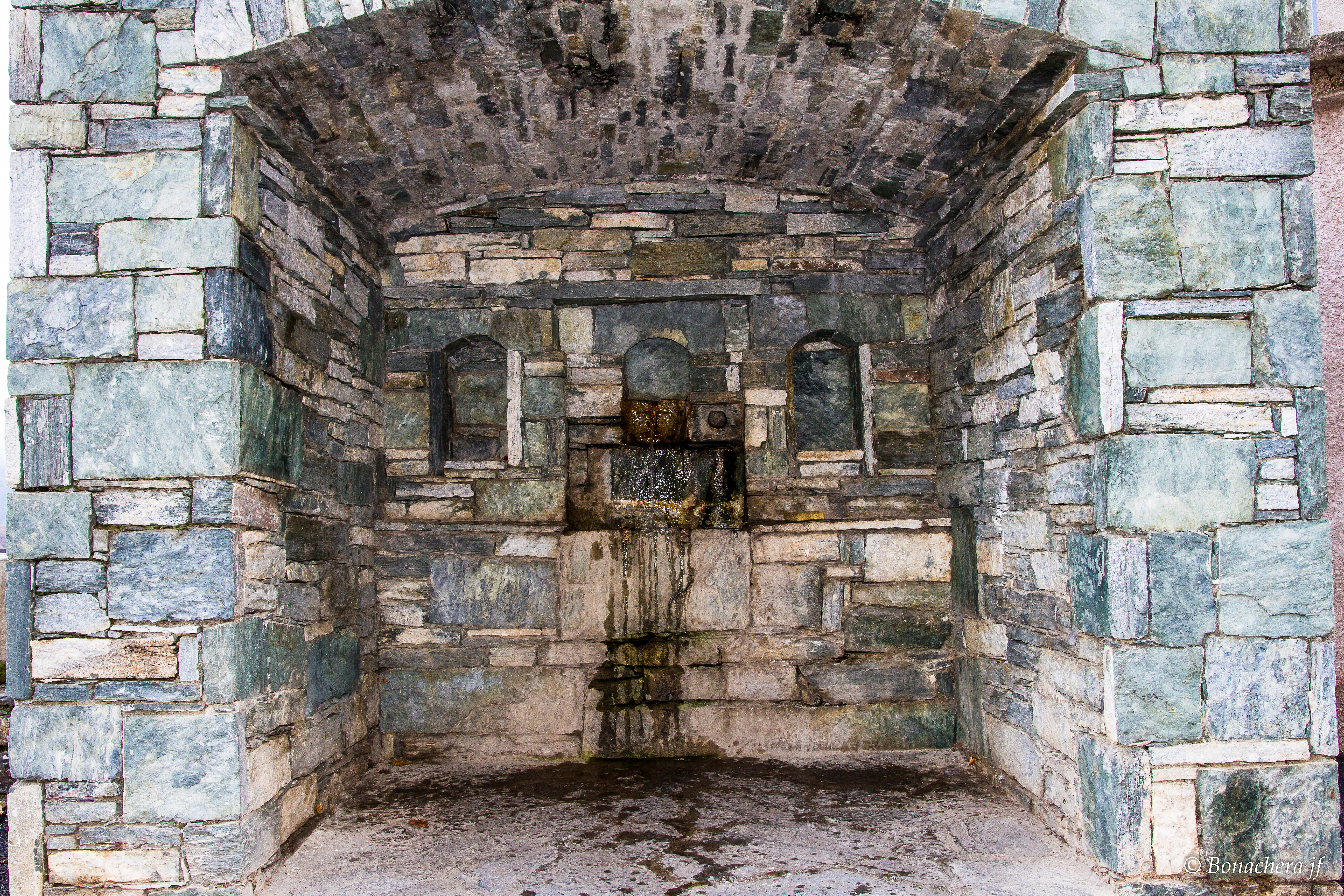
La fontaine a petra zuccata.

- Monument aux morts
- Les 4 fontaines du village.

#### Église paroissiale San Sebastianu
L'église paroissiale San Sebastianu d'architecture baroque, avec un haut clocher à quatre étages, est située au centre du village. L'édifice dont les portes et les bancs sont l'œuvre d'un menuisier local, renferme de très nombreuses œuvres remarquables. Leurs photographies figurent dans la base Mémoire du Ministère de la Culture.

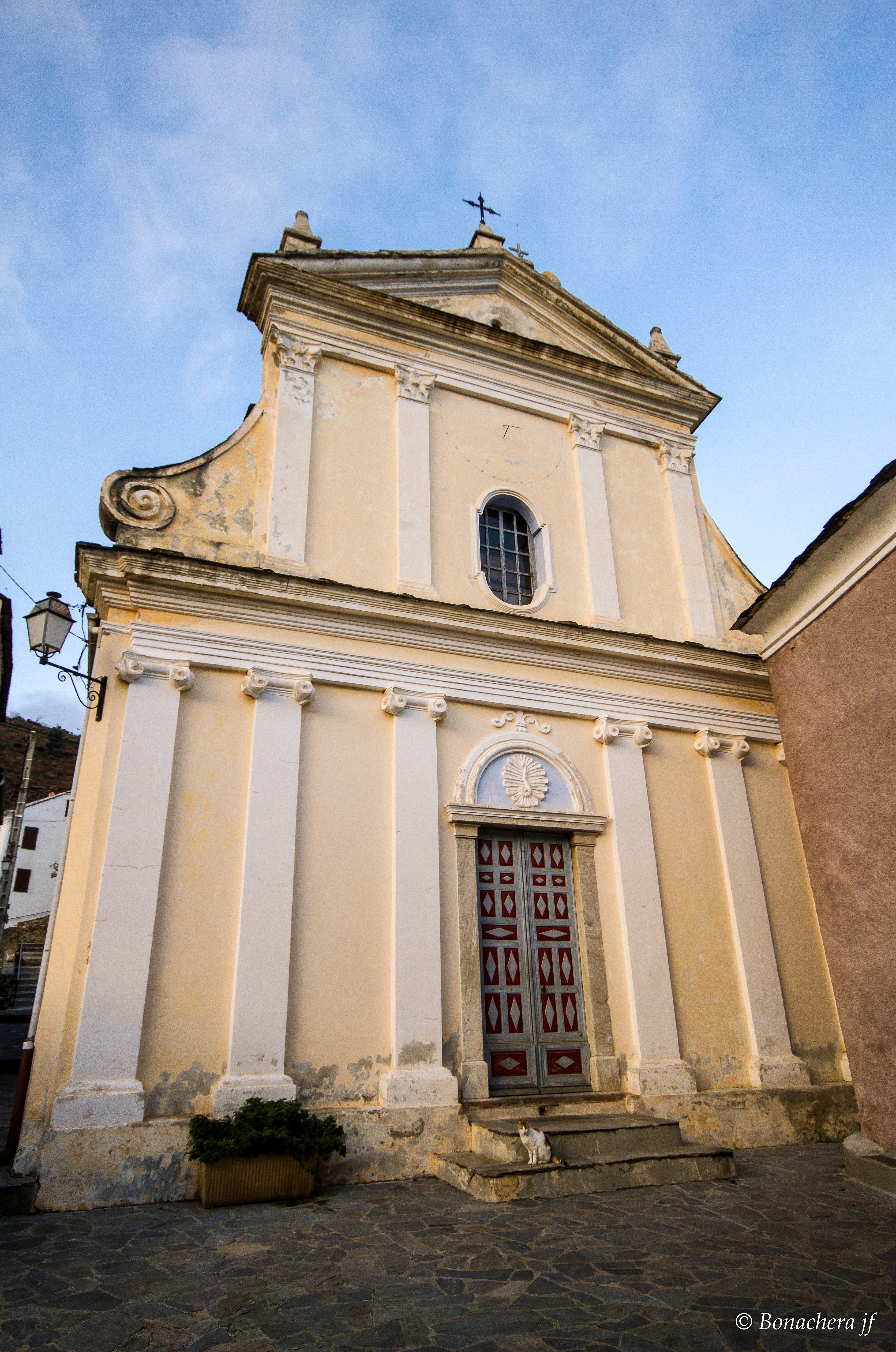
Église paroissiale San Sebastianu.
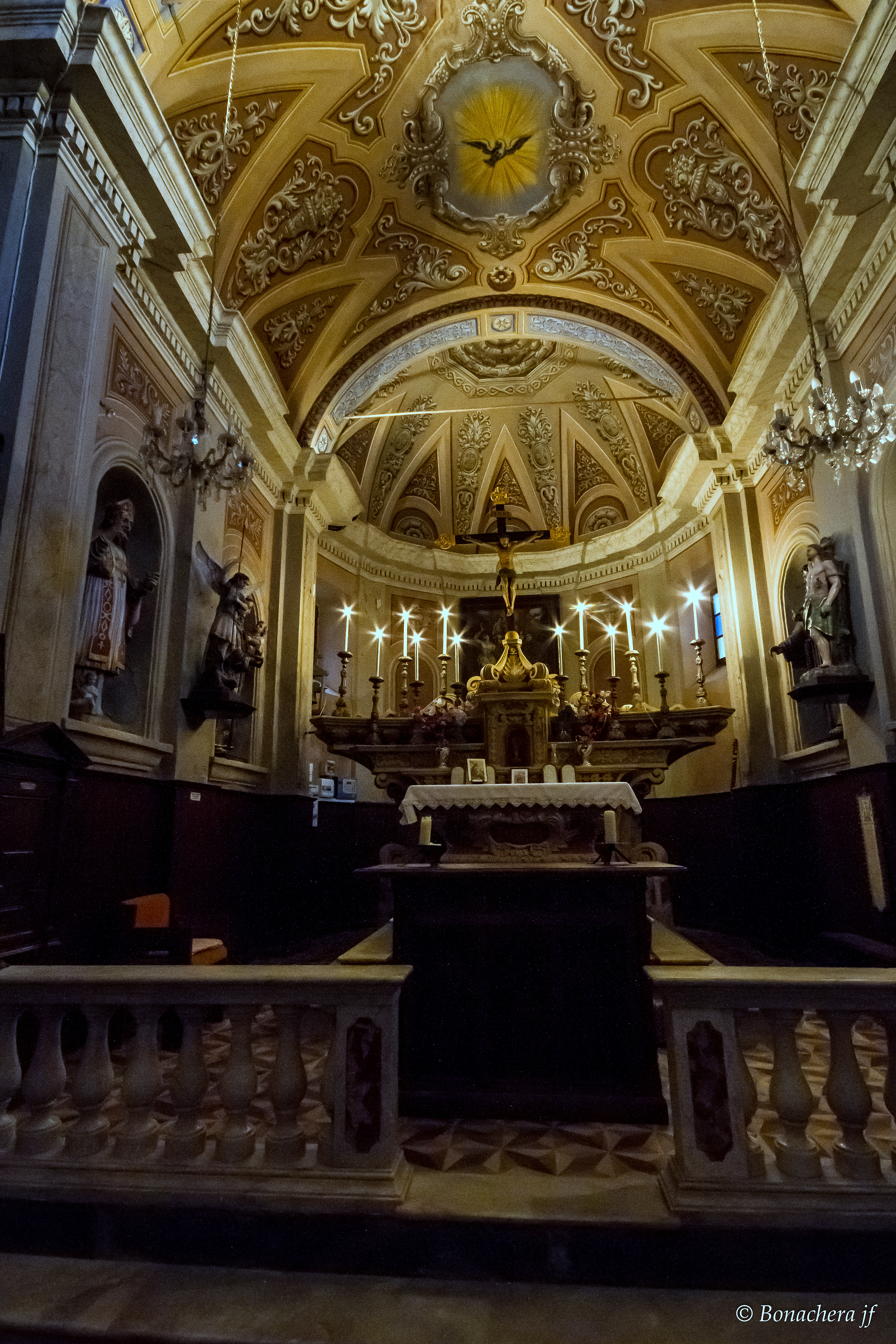
L'autel.
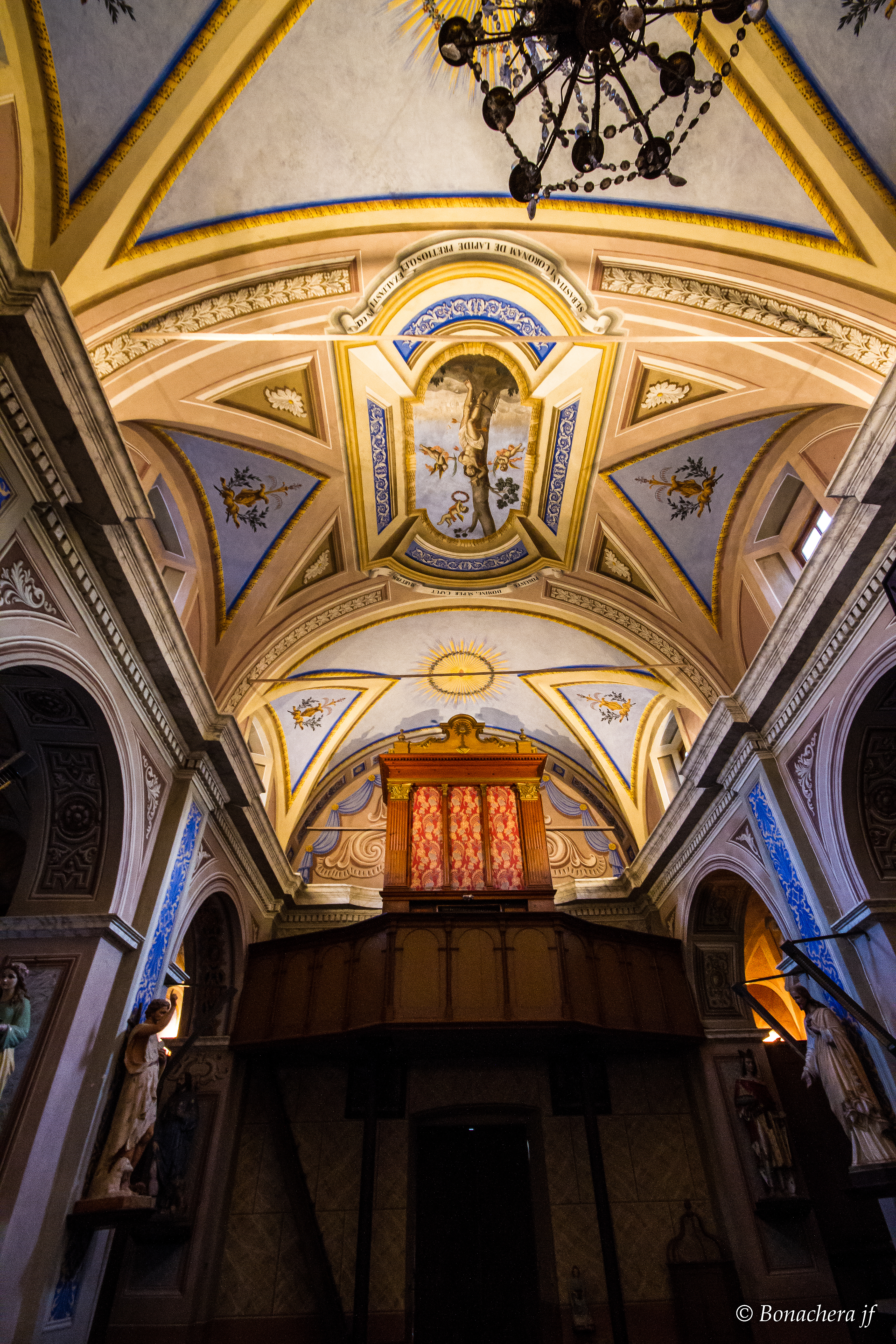
La tribune d'orgue.
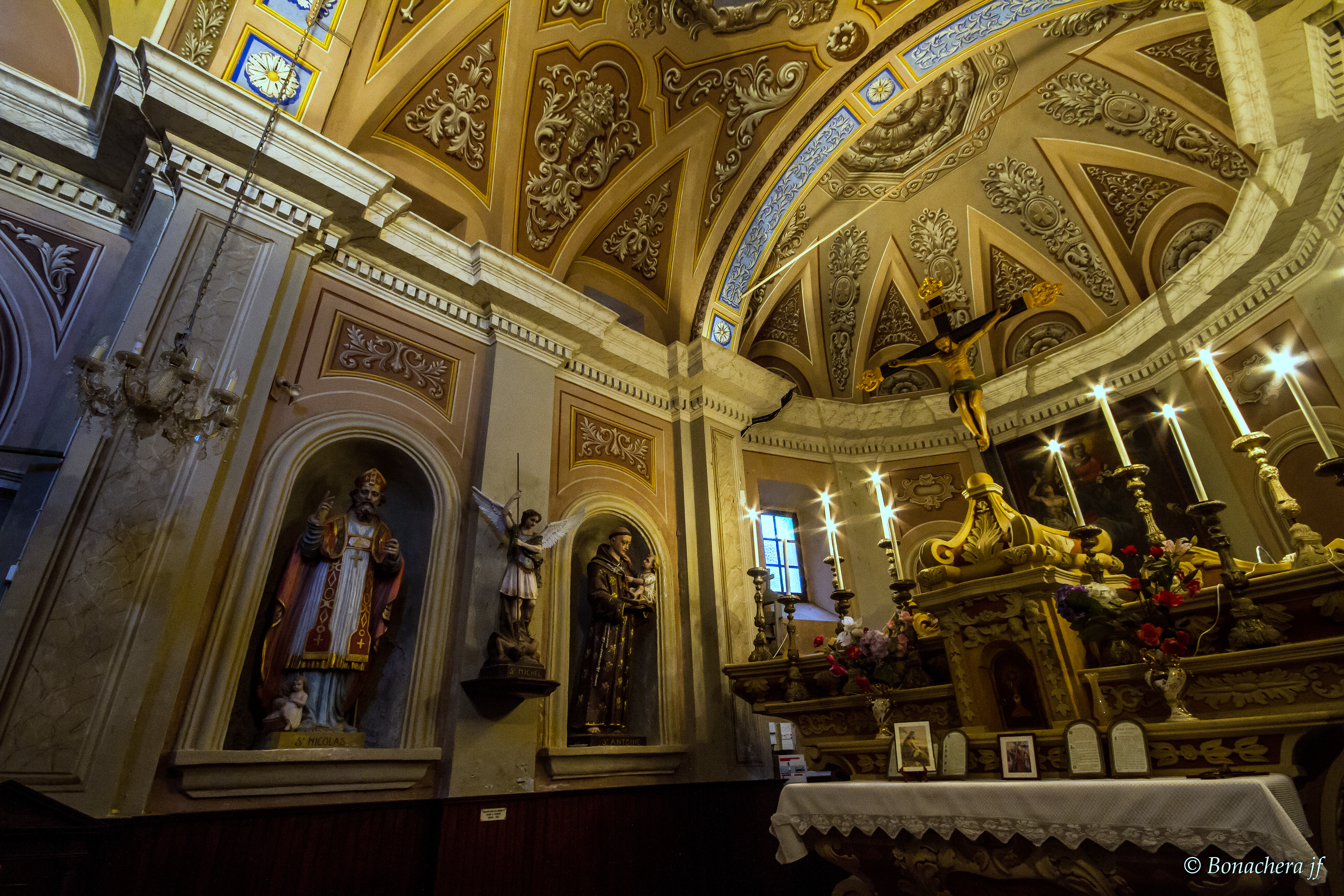
La statue de saint Michel terrassant le dragon.

#### Autres patrimoines religieux
- Chapelle San Niculaiu (Saint-Nicolas), en bordure de la route D 46[19].
- Chapelle San Pancraziu (Saint-Pancrace), située près du lieu-dit Bosco al Poggio[20], en bordure de la route D 46, à 1 km au sud de la chapelle Santu Niculaiu. San Pancraziu se trouve en fait sur le territoire de Nocario[21].
- Chapelle funéraire de la famille Giocanti. Elle renferme un autel de saint Vincent Ferrier orné d'un tableau d'autel Vierge, saint Vincent Ferrier, saint Matthieu. Plusieurs photographies de l'édifice sont dans la base Mémoire du ministère de la Culture[22].

### Patrimoine naturel

#### Parc naturel régional
Verdèse est une commune adhérente au parc naturel régional de Corse, dans son « territoire de vie » appelé Castagniccia.

#### ZNIEFF
La commune est concernée par une zone naturelle d'intérêt écologique, faunistique et floristique de 2e génération :
Châtaigneraies de la Petite Castagniccia
Verdèse fait partie des 43 communes concernées par la zone qui couvre une superficie totale de 10 559 ha. Cette zone s'étend sur le territoire appelé localement « la petite Castagniccia », dont 60 % sont couverts par les châtaigneraies. Elle fait l'objet de la fiche ZNIEFF 940004146 - Châtaigneraies de la Petite Castagniccia, 2e génération.

### Personnalités liées à la commune
- Robert Falcucci, né en 1900 à Châteauroux originaire du village par son père. Peintre officiel du service historique des armées. En 1925 : Atelier au 14 rue Borromée (Paris 15e). En 1943 : Atelier au 4 rue Georges Berger (Paris 17e). En 1970 : S’installe à Saint-Aubin-Château-Neuf (Bourgogne) après restauration d’un relais de poste à l’abandon. La ruelle est aujourd’hui « ruelle Falcucci ». Décède le 13 mai 1989 dans sa maison de Saint-Aubin[25].